# ژاک-هنری برونکارت
ژاک-هنری برونکارت (به انگلیسی: Jacques-Henri Bronckart) یک تهیه‌کننده فیلم بلژیکی است.
برونکارت در لیژ بلژیک به دنیا آمد. وی در دانشگاه لیژ حضور یافت و در سال ۱۹۹۴ موفق به دریافت مدرک ارتباطات و سینما شد. حرفه برونکارت به عنوان تهیه‌کننده از اواسط دهه ۱۹۹۰ به عنوان دستیار با تولید فیلم‌های کوتاه آغاز شد. وی سپس در آوریل ۱۹۹۹ شرکت تولیدی ورسیوس (Versus) را با برادر بزرگتر خود اولیویه تأسیس کرد. برونکارت تهیه‌کننده فیلم روزهای افتخار (فیلم ۲۰۰۶) نیز بوده که در هفتاد و نهمین دوره جوایز اسکار نامزد جایزه اسکار بهترین فیلم بین‌المللی شد.